# Leucopternis
Leucopternis là một chi chim trong họ Accipitridae.